# كلية رادكليف
كلية رادكليف (بالإنجليزية: Radcliffe College)‏ هي جامعة، تأسست في 1878، في الولايات المتحدة. وقد كانت كلية الفنون المتحررة للمرأة ومثيل لكلية هارفارد للذكور.